# Glyphocrangon taludensis
Glyphocrangon taludensis is een garnalensoort uit de familie van de Glyphocrangonidae. De wetenschappelijke naam van de soort is voor het eerst geldig gepubliceerd in 2010 door Hendrickx.